# ريان ويب
ريان ويب (بالإنجليزية: Ryan Webb)‏ هو لاعب كرة قاعدة أمريكي، ولد في 5 فبراير 1986 في كليرواتر في الولايات المتحدة.

## وصلات خارجية
- ريان ويب على موقع دوري كرة القاعدة الرئيسي (الإنجليزية)
- ريان ويب على موقعبيزبول رفرنس.كوم (الدوري الرئيسي) (الإنجليزية)
- ريان ويب على موقعبيزبول رفرنس.كوم (الدوري الثانوي) (الإنجليزية)
- ريان ويب على موقع إي إس بي إن.كوم (أم.أل.بي) (الإنجليزية)
- ريان ويب على موقع مشجعي الرسوم البيانية (الإنجليزية)